# Marea de pasiones
Marea de pasiones est une telenovela mexicaine produite par Televisa et diffusée entre le 3 mars 2024 et le 31 mai 2024 sur Las Estrellas.

## Synopsis
Luisa et Marcelo forment un couple heureux jusqu’au jour où son père, Alejandro, est assassiné par Zaid, son meilleur ami. Zaid accuse Marcelo du crime et, avec l’aide de guérilleros, le fait kidnapper. Luisa, enceinte de l’enfant de Marcelo, épouse Zaid, qui lui offre protection et amour. Sept ans plus tard, Marcelo parvient à s’échapper et retourne à Nayarit pour retrouver sa famille et prouver son innocence. Zaid fera tout pour empêcher Marcelo de s’approcher de Luisa et de leur fille Natalia, née de l’amour entre Luisa et Marcelo.

## Distribution
- Oka Giner : Luisa Grajales
- Matías Novoa : Marcelo Bernal
- Alejandro de la Madrid : Zaid Espino
- Margarita Muñoz : Helena Ugarte
- Blanca Guerra : María Inés Bernal
- Luz María Jerez : Leonor Raygoza Grajales
- Anna Ciocchetti : Isela Grajales de Marrero
- Alejandro Camacho : Juan Marrero
- Michel Duval : Santiago "Tiago" Grajales
- Alexa Martín : Beatriz Marrero Grajales
- Francisco Pizaña : Felipe Bernal
- Grecia Krinis : Natalia Espino
- Ariana Saavedra : Ana Grajales
- Ana Tena : Camila Marrero Grajales
- Jesús Castro Ponce : Enzo Hernández
- Alfredo Gatica : Alfonso Marrero Grajales
- Leticia Perdigón : Amanda
- Álex Perea : Osvaldo
- Alejandra Zaid : Roberta
- Epy Vélez : Nora
- Erick Diaz : Walter
- Emiliano González : Iñaki
- Alex Cortés : Gael
- Jessica Decote : Rita

## Diffusion
- Las Estrellas (2024)
- Univision (2024)

## Autres versions
- Pour l'amour de Louisa (2017-2018)